# Tam luận
Tam luận (zh. sānlùn 三論, ja. sanron) là ba bộ luận, chỉ ba bộ luận quan trọng, được xem là cơ sở của một tông phái Phật giáo Trung Quốc có cùng tên là Tam luận tông (zh. 三論宗). Ba bộ luận này là:
1. Trung quán luận (zh. 中觀論),
2. Thập nhị môn luận (zh. 十二門論) với tác giả là Long Thụ (zh. 龍樹) và
3. Bách luận (zh. 百論) của Thánh Thiên (zh. 聖天).

Cả ba bộ luận này được Cưu-ma-la-thập (zh. 鳩摩羅什, sa. kumārajīva) dịch sang Hán văn. 
Tông Tam luận góp phần quan trọng trong lĩnh vực luận lý tính Không. Trung quán luận dạy Tám phủ định (Bát bất 八不): "Bất sinh bất diệt, bất thường bất đoạn, bất nhất bất nhị, bất lai bất xuất". Tám phủ định này được dùng để đả phá tất cả những khái niệm, tất cả những quan điểm về Hữu, Vô, và như vậy thì ý nghĩa của "Trung đạo" nằm ở chỗ: "Tất cả các pháp đều được xem là tồn tại, nhưng lại không mang một bản chất, một tự ngã nào". Thập nhị môn luận giảng giải tính Không của tất cả các pháp trong mười hai chương, và Bách luận giảng giải Tính không để đả phá luận cứ của những triết gia ngoại đạo.
Cưu-ma-la-thập truyền ba bộ luận này đến ba đại đệ tử của mình là Đạo Sinh (zh. 道生), Tăng Triệu (zh. 僧肇) và Tăng Lãng (zh. 僧朗). Tăng Lãng là người nhấn mạnh sự khác biệt của tông Tam luận và tông Thành thật và vì vậy, có thể được xem là người sáng lập tông môn Tam luận đích thật. Trong thế kỉ thứ 6, những đại biểu quan trọng nhất là Pháp Lãng (zh. 法朗), Cát Tạng (zh. 吉藏) và lúc này cũng là thời hoàng kim của giáo lý Tam luận. Trong thế kỉ thứ 7, giáo lý Tam luận được truyền sang Hàn Quốc bởi Huệ Quán (zh. 慧觀), một đệ tử của Cát Tạng. Sau khi tông Pháp tướng xuất hiện, tông Tam luận ngày càng rơi vào quên lãng.